# Фердинанд фон Абендрот
Фердинанд Макс Карл фон Абендрот (нім. Ferdinand Max Karl von Abendroth, 4 січня 1916, м. Дрезден — 16 липня 1944 м. Львів) — офіцер танкових військ вермахту, обер-лейтенант. Кавалер Німецького хреста в золоті.

## Біографія
Служив у 1-й роті 301-го танкового дивізіону.
Помер у військовому лазареті у Львові. Імовірно, похований у безіменній могилі.

## Нагороди
- Залізний хрест:
  - 2-го класу (22 вересня 1939)
  - 1-го класу (17 жовтня 1939)
- Нагрудний знак «За поранення» в чорному (27 лютого 1940)
- Нагрудний знак «За танкову атаку» (18 серпня 1941)
- Кримський щит (22 грудня 1942)
- Німецький хрест в золоті (3 серпня 1943)